# Jorge Olguín
Jorge Mario Olguín (né le 17 mai 1952 à Dolores près de Buenos Aires) est un footballeur argentin, défenseur de l'équipe d'Argentine de César Luis Menotti qui a remporté la coupe du monde de football 1978.

## Clubs
- 1971-1979 : CA San Lorenzo  Argentine
- 1979-1983 : CA Independiente  Argentine
- 1984-1988 : Argentinos Juniors  Argentine

## Équipe nationale
- 58 sélections en équipe d'Argentine entre 1976 et 1982
- Participations aux coupes du monde 1978 et 1982

## Palmarès
- 1972 : Championnat Metropolitain (San Lorenzo)
- 1972 : Championnat Nacional (San Lorenzo)
- 1974 : Championnat Nacional (San Lorenzo)
- 1978 : Coupe du monde (Argentine)
- 1983 : Championnat Metropolitain (Independiente)
- 1984 : Championnat Metropolitain (Argentinos Juniors)
- 1985 : Championnat Nacional (Argentinos Juniors)
- 1985 : Copa Libertadores (Argentinos Juniors)
- 1986 : Copa Interamericana (Argentinos Juniors)

## Carrière d'entraîneur
- Argentinos Juniors
- Colón Santa Fe
- Almagro
- Deportivo Español
- Avispa Fukuoka
- Deportivo Saprissa
- Club Santa Bárbara
- Alajuelense